# جودة الغذاء

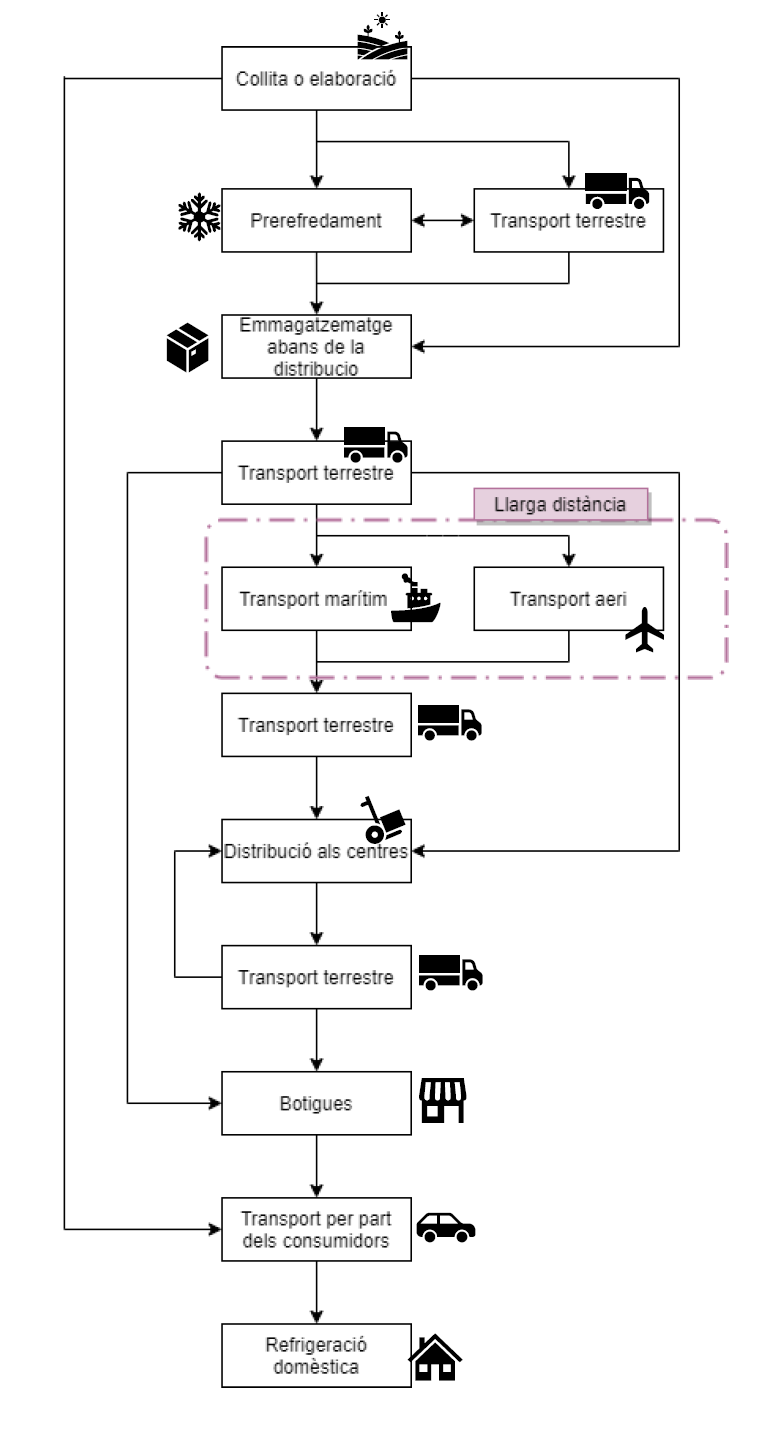
يمثل مراحل سلسلة التبريد، من الحصاد/إنتاج المنتج إلى المستهلك، ويوضح الطرق المختلفة التي يمكن أن يتبعها المنتج

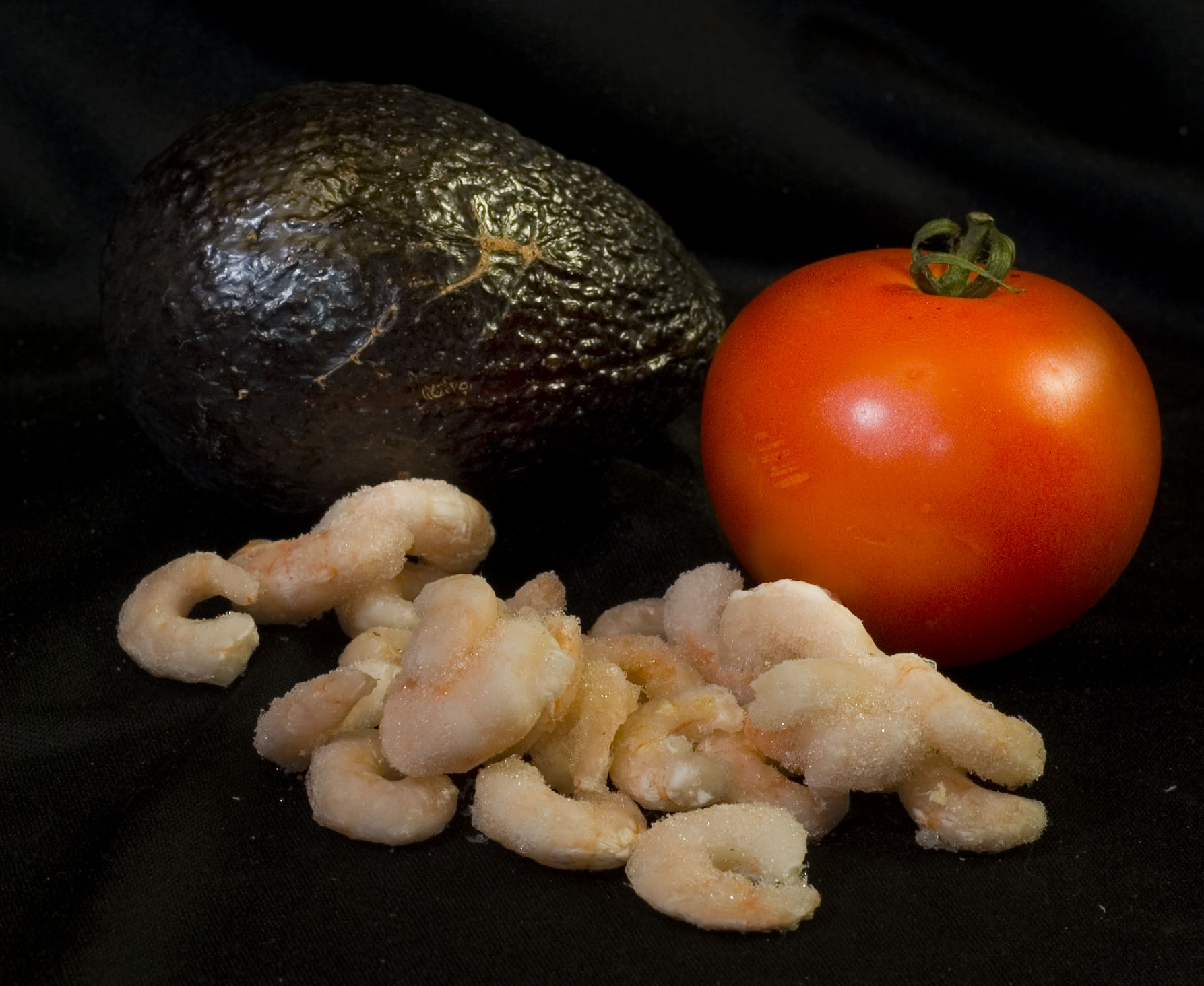

جودة الغذاء تعني أن كل المتطلبات الموضوعة والمعنية بخصائص وصفات الغذاء تم تحقيقها (تتعلق بالطعم والرائحة والمظهر والقيمة الغذائيه والحمولة الميكروبية وتقاس جودة المنتجات الغذائية لمعرفة مدى مطابقتها للمواصفات السابق وضعها أو المواصفات القانونية بإتباع طرق تأتى إلى قسم مراقبة الجودة من جهات أخرى سواء من قسم البحوث أو المراجع المنشورة للهيئات العملية أو الصناعية وهناك نوعان من طرق قياس جودة الأغذية :
- طرق شخصية

وهي طرق تعتمد على التقييم الحسي sensory للمنتجات الغذائية باستخدام الإنسان لحواسه (رؤية – شم – تذوق – لمس – سمع). التقييم الحسى وسيلة هامة في حل المشاكل المتعلقة بمدى تقبل الغذاء كما انها مفيدة في تحسين وتطوير جودة السلعة وقابليتها للحفظ، كذلك في استحداث سلع جديدة وفي أبحاث التسويق. ولكن يعيبها ان حواس الإنسان لها حدود معينة – كما يدخل العامل الشخصى في الحكم ولذلك تقرن عادة بالطرق والتحليلات الإحصائية.
- طرق غير شخصية :

وهذه تعتمد على استعمال الأجهزة في قياس الخواص سواء كانت خواص طبيعية أو كيميائية أو ميكروبيولوجية. والنتائج المتحصل عليها من مثل هذه الاختبارات تبين مايلى :
- نسب ونوع مكونات الغذاء الداخلة في تركيبه.
- القيمة الغذائية.
- مدى سلامة الغذاء صحيا.